# Моренец, Владимир Филиппович
Владимир Филиппович Моренец (укр. Володимир Пилипович Моренець; 9 июня 1953, Киев — 28 июня 2021, там же) — советский и украинский литературовед. Член Специализированного совета Института литературы НАНУ, вице-президент Ассоциации украинских писателей, член редколлегий журналов «Слово и Время», «Современность», газеты АУП «Литература плюс».

## Биография
Родился 9 июня 1953 года в Киеве (ныне Украина). Учился в КГУ имени Т. Г. Шевченко, Варшавском университете, дипломированный филолог-славист. В 1982 окончил аспирантуру в Институте литературы НАНУ по специальности полонистика. Доктор филологических наук, профессор.
В 1982—1996 годах работал в Институте литературы НАНУ научным сотрудником. В 1990 — visiting-professor Оттавского университета (Канада). С 1997 года и до сих пор руководитель магистерской программы «Теория, история литературы и компаративистика» и заведующий кафедрой литературы Национального университета «Киево-Могилянская академия». В 1999 году исследователь в Институте Гарримана по программе Фулбрайт (Колумбийский университет, США). В 1999—2003 декан Магистериума НаУКМА, с 2003 вице-президент по учебно-научным исследованиям там же.
29 июня 2007 года принимал участие в выборах президента НаУКМА и был одним из двух кандидатов, где за него проголосовало 139 голосов (32,8 %). После оглашения протокола счетной комиссии, Владимир Филиппович Моренец выступил с заявлением о том, что снимает свою кандидатуру с дальнейшей процедуры избрания президента НаУКМА (по Закону о высшем образовании, Академическая конференция может рекомендовать кандидатуры тех претендентов, которые набрали не менее 30 % голосов).
Скончался 28 июня 2021 года в Киеве.

## Награды и премии
- заслуженный деятель науки и техники Украины
- Государственная премия Украины имени Тараса Шевченко (1996) — за учебное пособие «История украинской литературы XX века» в 2 книгах

### Профессиональный опыт
- первый вице-президент, вице-президент по научной работе НаУКМА (18/02/2011 — т. ч.);
- вице-президент по научно-учебным студиям НаУКМА (1/09/2006 — 18/02/2011);
- вице-президент по учебной работе НаУКМА (1/09/2005 — 1/09/06).
- вице-президент по учебно-научным исследованиям НаУКМА (2003 — т. ч.);
- декан Магистериму НаУКМА (1999—2003);
- заведующий кафедры филологии НаУКМА (1997—2004);
- руководитель магистерской программы НаУКМА «История, теория литературы и компаративистика» (1997 — т. ч.);
- научно-исследовательская работа в Институте литературы НАНУ (1982—1996);
- visitor-professor Оттавского университета (Канада, 1990);
- исследователь Института Гарримана по программе Фулбрайт в 1999 и 2007 годах (Колумбийский университет, США);
- исследователь Доме Наук о Человеке (Париж, апрель-май 2005).

## Публикации

### Авторские монографии и книги
- Національні шляхи поетичного модерну: Україна і Польща п.п. XX ст. — К. : Основи, 2002.
- Володимир Сосюра. — К., 1990.
- Борис Олійник. — К., 1987.
- На відстані серця.— К., 1986.
- Джерела поетики К. I. Галчинського.— К., 1986;
- Оксиморон. Літературознавчі статті, дослідження, есеї.— К., 2010.

### Коллективные монографии
- Історія української літератури XX століття. В двох кн. — 1998.
- Історія української літератури XX століття. В трьох кн. — 1992—1993.
- Діалектика художнього пошуку. — К., 1989.
- Бій ішов святий і правий. — К., 1985

### Научное редактирование
На пошану пам’яті Віктора Китастого: зб.
наук. пр. / упоряд. В. П. Моренець — К. : ВД «КМ Академія», 2004. — 319 с.
Фізер І. М. Американське літературознавство: історико-критичний нарис. — К. : Вид. дім «Києво-Могилян. акад.», 2006. — 106 с.
Фізер І. М. Філософія літератури / [наук. ред. В. Моренець]. — [К. : НаУКМА, 2012]. — 217 с.
Докторські програми в Україні: досвід НаУКМА / [упоряд. Л. Пізнюк; за наук. ред. В. Моренця] ; Нац. ун-т «Києво-Могилян. акад.». — К. : [Пульсари], 2010. — 159 с.
Людина в часі (філософські аспекти української літератури ХХ—ХХІ ст.) / [наук. ред. В. Моренець; упоряд. В. Моренець, М. Ткачук] ; Нац. ун-т «Києво-Могилян. акад.». — К. : [Пульсари], 2010. — 275 с.
Людина в часі — 2 (філософські аспекти української літератури ХХ—ХХІ ст.) / [наук. ред. В. Моренець; упоряд. Л. В. Пізнюк] ; Нац. ун-т «Києво-Могилян. акад.». — К. : [Унів. вид-во «Пульсари»], 2011. — 248 с.

### Рукописи
- Сучасна українська лірика (особливості розвитку і логіка саморуху). — К. : Ін-т літ-ри, 1994.